# モバイルチケット
モバイルチケット（英: Mobile ticketing）は、スマートフォンなどの携帯電話を使用してチケットを注文・支払いし、携帯電話により認証を行うことで、携帯電話自体にチケットの機能を持たせるもの。スマートフォンなどによるインターネット接続のコストを顧客側に委ねることにより、紙ベースのチケットにかかる製造および配布コストを削減する狙いがある。これらの前提条件の結果として、紙ベースのシステムとは対照的に、モバイルチケットはユニバーサルデザインの原則に準拠しない。
いわゆる電子チケット（eチケット）の一種ではあるが、一般に電子チケットが顧客側の端末に電子文書の形で記録され、運営側は紙のチケットに準じた形で（あるいは紙のチケットへの変換を求めた上で）認証を行うのに対し、モバイルチケットは利用時に顧客の携帯電話による通信機能を使用して認証・決済するという違いがある。ただし、携帯電話を使用した（事前に決済済みで、電子文書そのものを提示するスタイルの）電子チケットのことも「モバイルチケット」と称する場合がある。
モバイルチケットシステムを実装する方法はいくつかあるが、基盤となるテクノロジーに応じて複雑さと透明性の程度が異なる。モバイルチケットは、スキャルピング（宣伝）や詐欺の可能性を減らす可能性がある。

## 歴史
モバイルチケットを実現させるためのテクノロジーとして知られるQRコードは、1994年に日本の自動車部品メーカーのデンソーの子会社・デンソーウェーブによって開発された。
フィリップスとソニーは2002年にRFID（ Radio-Frequency Identification）テクノロジーに基づいて電子デバイス間の短距離通信を可能にする近距離無線通信（NFC）の仕組みを開発した。フィリップスは2004年にNFCに関する初期の論文を発表した が、同じ年にはNFCフォーラムが設立された。
GSMAアソシエーションは2011年にモバイルチケットに関するホワイトペーパーを発行し、モバイルチケット市場におけるネットワーク事業者の機会を調査するための調査を委託した。調査は、UICCを発行するネットワークオペレーターが所有および制御するUICCに基づく特定のNFCシステムに焦点を当て、 SMSやバーコードなどの他のテクノロジーがレポートで考慮された。
イギリスの公共交通機関におけるモバイルチケットの展開は、2007年にチルターン・レイルウェイズが導入したのは最初。アメリカで最初にモバイルチケットを導入した交通機関は、2012年に導入したマサチューセッツ湾交通局 (MBTA) で、オーストラリアでは2017年に導入されたアデレードメトロが最初であった。
ニューヨーク・ヤンキースは2015年にチケットマスターと提携し、翌年には新しい発券ポリシーを採用した。便利さでファンに人気のあった在宅eチケット（PDF）のオプションが、モバイルチケットシステムに置き換えられた。 2017年、コネチカット州議会は、印刷された紙のチケットを顧客が利用できるようにし、制限なしにチケットを転送する手段を提供することを会場に義務付ける法律を可決した。 
2019年に、チケットマスターによって開発されたモバイル専用チケットシステムが、2017年に同社が開発したプレゼンス・プラットフォーム（Presence Platform）に基づいて、 NFLの全スタジアムに設置された。このプラットフォームは、パーソナライズされたデジタルチケットと追跡システムソフトウェアを含むアクセス制御システムおよびマーケティングツールで、モバイル専用システムである SafeTix は、チケットを個々のスマートフォンにリンクさせている。チケットマスターがリーグの主要なチケットパートナーとして位置付けられていることもあって、このシステムはNFLの大多数のクラブで採用された。バッファロー・ビルズは、 全米黒人地位向上協会（NAACP）を含むいくつかの組織から、モバイルのみのチケットとしないことで評価されたが、リーグ全体の多くのファンにとっては、システムのさまざまなトラブルのために遅延と入場拒否を経験することとなった。
オールイングランド・クラブは、イギリスの非省庁公的機関であるスポーツ競技場安全局(SGSA) によるCOVID-19プロトコルを利用して、2021年ウィンブルドン選手権のチケットの転売禁止機能を実装したオンライン専用のモバイルチケットをリリースした。このシステムは、オフライン機能がないことについて慈善団体のAge UKから批判されている。多くのプレミアリーグクラブは、2021年から22年のシーズンにモバイルのみのシステムを採用したことで、スマートフォンを持たないファンをスタジアムから遠ざける結果となり、サポーターグループからの反発を受けた。これを踏まえ、リバプールFCは、ファンにNFC対応スマートフォンを持たない人向けに写真入りスマートカードを利用したオプションを提供した。もっとも、スマートカードに限らず身分証（IDカード）を使用した入場管理システムの採用はサポーターの間で物議を醸しており、過去にファンによって拒否されてきた経緯がある。 
2021年シーズンでは、NFLはリーグ全体でモバイルのみの発券を義務付けることとなった。受託者がモバイル以外の発券オプションをシステム側で除去し、全ての観戦者に対してスマートフォンによる発券を求めるというシステム構築を行なった。しかしながら、アメリカ人の5人に1人は、やむを得ない事情で、もしくは自らの選択によりスマートフォンを所持していない。 

## 手法
使用するテクノロジーに応じて、モバイルチケットシステムを実装する方法はいくつか存在する。マルチメディアメッセージングサービス (MMS) を介在させるシステムでは、ユーザーは英数字コードまたはバーコードのいずれかの形式でチケットを受け取る。モバイルアプリケーションに基づくプロセスでは、ユーザーはアプリを介してトランザクションを実行し、アカウント固有のQRコードなどを受け取る。 NFCテクノロジーが使用される場合、チケットは、ユーザーのスマートフォン自体のエミュレーションソフトウェアによって生成された秘匿性のあるトークンの形式で発行される。

## プライバシーと透明性
モバイルチケットシステムの運用は、時としてプライバシーとセキュリティの問題を引き起こすことがある。システムが個人データを収集することにより、システム側で顧客の行動をモデル化し、予測し、場合によっては行動変容を促すことすらある。ニューヨーク市の公共交通機関向けの非接触型料金システムであるOMNYは、デバイスIDとIPアドレス、エントリの場所、請求先アドレス、支払い情報など、大量のユーザーデータを収集可能であるにもかかわらず、プライバシー規制がないことに関して様々な懸念を引き起こしている。